# Campionatul Mondial de Scrimă pentru juniori din 1999
Campionatul Mondial de Scrimă pentru juniori din 1999 s-a desfășurat în perioada 30 martie–5 aprilie la Keszthely, Ungaria. Pentru prima dată la această competiție s-a tras o probă de sabie feminin, care s-a desfășurat pe 24–25 aprilie la Dijon, Franța.

## Rezultate

### Masculin
| Event             | Aur                                                                   | Argint                                                                | Bronz                                                                                    |
| Spadă             | Aleksei Selin (RUS)                                                   | Érik Boisse (FRA)                                                     | Stefano Carozzo (ITA) · Alexandru Nyisztor (ROU)                                         |
| Floretă           | David Hausmann (GER)                                                  | Richard Breutner (GER)                                                | Andrea Bonometto (GER) · Simone Vanni (ITA)                                              |
| Sabie             | Widarech Kothny (GER)                                                 | Tamás Decsi (HUN)                                                     | Dennis Bauer (GER) · Nourdine Marouf (FRA)                                               |
| Spadă pe echipe   | Polonia Paweł Bönisc Tomasz Motyka Michał Sobieraj Adam Wiercioch     | Ucraina Dmîtro Ciumak Dmîtro Kariucenko Maksîm Hvorost Bohdan Nikișîn | Statele Unite ale Americii Weston Kelsey Benjamin Solomon Soren Tjompson Jansson Viviani |
| Floretă pe echipe | Germania Richard Breutner David Hausmann Johannes Krüger André Weßels | Italia Andrea Bonometto Nicola Perucchio Ennio Piazza Simone Vanni    | China Bao Xiaoqin Gu Yinfeng Liu Qi Ruan Jie                                             |
| Sabie pe echipe   | Franța Simon Bedel Fabrice Gazin Nicolas Lopez Nourdine Marouf        | Germania Dennis Bauer Martin Kindt Wiradech Kothny Harald Stehr       | Spania Daniel Barbero Fernando Casares Alejandro Madurga Jaime Martí                     |

### Feminin
| Probă             | Aur                                                                                  | Argint                                                               | Bronz                                                                         |
| Spadă             | Lee Jung-eun (KOR)                                                                   | Anna Sivkova (RUS)                                                   | Jessica Burke (SUA) · Marijana Markovic (GER)                                 |
| Floretă           | Magdalena Mroczkiewicz (POL)                                                         | Margherita Granbassi (ITA)                                           | Bianca Becker (GER) · Sylwia Gruchała (POL)                                   |
| Sabie             | Anne-Lise Touya (FRA)                                                                | Ève Pouteil-Noble (FRA)                                              | Natalia Makeeva (RUS) · Melanie Trösser (GER)                                 |
| Spadă pe echipe   | Polonia Hanna Cygan Olga Cygan Małgorzata Stroka Katarzyna Trzópek                   | Ungaria Dora Kiskapusi Petra Patócs Emese Szász Anna Szekely         | Estonia Olga Aleksajeva Olga Kobjakova Marika Saar Irina Zamkovaja            |
| Floretă pe echipe | Polonia Sylwia Gruchała Alicja Kryczało Magdalena Mroczkiewicz Małgorzata Wojtkowiak | Germania Bianca Becker Annakatrin Donath Natascha Lotter Etelka Sike | Italia Francesca Facioni Margarita Granbassi Illaria Salvator Lucia Torresani |
| Sabie pe echipe   | Venezuela Alejandra Benítez Jerimar Gutiérrez Lisbeth Terán Moreno                   | Germania Diana Maier Sabine Thieltges Melanie Trösser Amelie Zerfass | Franța Ève Pouteil-Noble Anne-Sophie Reynen Anne-Lise Touya Pascale Vignaux   |

## Clasament pe medalii
| Loc   | Țară                       | Aur | Argint | Bronz | Total |
| ----- | -------------------------- | --- | ------ | ----- | ----- |
| 1     | Polonia                    | 4   | 0      | 1     | 5     |
| 2     | Germania                   | 3   | 3      | 3     | 9     |
| 3     | Franța                     | 1   | 1      | 1     | 3     |
| 4     | Rusia                      | 1   | 1      | 0     | 2     |
| 5     | Coreea de Sud              | 1   | 0      | 0     | 1     |
| 6     | Italia                     | 0   | 2      | 4     | 6     |
| 7     | Ungaria                    | 0   | 2      | 0     | 2     |
| 8     | Ucraina                    | 0   | 1      | 0     | 1     |
| 9     | Statele Unite ale Americii | 0   | 0      | 2     | 2     |
| 10    | România                    | 0   | 0      | 1     | 1     |
| 10    | China                      | 0   | 0      | 1     | 1     |
| 10    | Spania                     | 0   | 0      | 1     | 1     |
| 10    | Estonia                    | 0   | 0      | 1     | 1     |
| Total | Total                      | 12  | 12     | 18    | 42    |